# First of the Year (Equinox)
First of the Year (Equinox) ist ein Lied des US-amerikanischen Electro, Dub- und Brostep-Produzenten Skrillex. Die Single wurde erstmals am 7. Juni 2011 als erste Single der EP More Monsters and Sprites veröffentlicht. Musikalisch ist das Lied hauptsächlich von Dubstep geprägt. Die Stimmen in dem Lied stammen von einer Frau aus einem YouTube-Video, die laut „Call 911 now!“ ruft. Das Lied konnte in den USA, in Schweden, Kanada, Norwegen und Australien die Charts erreichen.

## Hintergründe
Als Skrillex’ EP More Monsters and Sprites und das Album gemischte Kritiken bekam, waren Kritiker skeptisch, als mit First of the Year (Equinox) die erste Single aus diesem Album veröffentlicht wurde. Die Single mit Einflüssen von Electro-House und Dubstep, die auch Teile aus anderen Liedern von Skrillex wie Fucking Die 1 oder Rude Boy Bass (die Demoversion von Make It Bun Dem) enthält, wurde jedoch erfolgreich und bekam in der Regel positive Kritiken.

## Musikvideo
Am 10. August 2011 wurde das Musikvideo, welches von Tony Truand gedreht wurde, erstmals auf iTunes veröffentlicht. Bei den Grammy Awards 2012 war es ein Kandidat für das „Best Short Form Music Video“. Am 17. August dieses Jahres wurde es dann auch auf den offiziellen YouTube-Kanal von Skrillex gestellt. Innerhalb weniger Monate wurde das Video mehr als 45 Millionen Mal angesehen. In diesem sieht man einen pädophilen Mann auf einer Bank neben einem Spielplatz sitzen, wie er ein Mädchen beobachtet, das die Straße entlangläuft. Er läuft ihr hinterher. Auf einmal geht das Mädchen eine Treppe hinab in einen Keller, woraufhin ihr der Mann weiter folgt. Sie steht an einer Wand mit einem Telefon in der Hand. Als der Pädophile ihr näher kommt, ruft sie laut „Call 911 now!“ und man sieht, dass sie ein „Black Eyed Kid“ ist. Daraufhin lässt sie das Telefon fallen, was eine Druckwelle erzeugt. Das Mädchen benutzt die Telekinese der „Black Eyed Kids“, sodass der Pädophile hin- und hergeschleudert wird. Der Mann fällt in eine Art Trance und greift nach Puppen, die er in seiner Vorstellung sieht, bevor er wieder erwacht, seine Brille aufsetzt, sein Handy herausholt und auch „Call 911 now!“ ruft. Hinter dem Mädchen taucht eine Gestalt auf, die als „Black Creature“ bezeichnet wird und der Mann wird erneut in alle Richtungen geschleudert und gegen eine Wand gepresst. Am Ende des Videos steht das Mädchen vor einer großen Strichliste und fügt einen weiteren Strich hinzu.

## Kritik
„It’s one thing to empathize with at-risk kids, or to speak up for them generally, but Skrillex takes it a step further — and then further still — in this stunning new video for the track „First of the Year (Equinox)“. […] But in this clip, the song’s melodic preamble also serves as an ominous backdrop for a creepy, would-be predator who’s lurking outside a playground where young children are frolicking. The day is overcast, but something much darker is in the air, as a little girl leaves and the man stalks after her. When she unexpectedly skips off to a dark, abandoned warehouse, he continues to follow, eventually entering a room where she’s standing alone, holding a telephone receiver. The keyboards suddenly fade into a glitchier groove, and then, at the 1:25 mark, well, you gotta see for yourself.“

„Es ist eine Sache, Mitgefühl für Risikokinder zu haben oder sich für sie einzusetzen, aber Skrillex geht einen Schritt weiter — und dann noch weiter — in diesem atemberaubendem neuen Video für „First of the Year (Equinox)“. […] Aber in diesem Film dient die musikalische Einleitung als unheilvoller Hintergrund für einen gruseligen, angehenden Sexualverbrecher, der vor einem Spielplatz mit herumtollenden Kindern lauert. Es ist bewölkt, doch etwas viel Finstereres liegt in der Luft, als ein kleines Mädchen [den Spielplatz] verlässt und der Angreifer ihr nachstellt. Als sie überraschend ein dunkles, verlassenes Lagerhaus betritt, folgt er ihr weiter und betritt schließlich einen Raum, wo sie alleine mit einem Telefonhörer dasteht. Die Musik lässt [an Stärke] nach, und schließlich, bei Minute 1:25, nun, Sie müssen sich das selbst anschauen.“

## Kommerzieller Erfolg

### Chartplatzierungen
| ChartsChartplatzierungen       | Höchstplatzierung | Wochen |
| ------------------------------ | ----------------- | ------ |
| Vereinigte Staaten (Billboard) | 85 (3 Wo.)        | 3      |

### Auszeichnungen für Musikverkäufe
| Land/Region               | Auszeichnungen für Musikverkäufe (Land/Region, Auszeichnung, Verkäufe) | Verkäufe  |
| ------------------------- | ---------------------------------------------------------------------- | --------- |
| Kanada (MC)               | 2× Platin                                                              | 160.000   |
| Mexiko (AMPROFON)         | Gold                                                                   | 30.000    |
| Schweden (IFPI)           | 2× Platin                                                              | 80.000    |
| Vereinigte Staaten (RIAA) | Platin                                                                 | 1.000.000 |
| Insgesamt                 | 1× Gold · 5× Platin ·                                                  | 1.270.000 |

### Auszeichnungen für Musikstreaming
| Land/Region     | Auszeichnungen für Musikverkäufe (Land/Region, Auszeichnung, Verkäufe) | Verkäufe  |
| --------------- | ---------------------------------------------------------------------- | --------- |
| Dänemark (IFPI) | Platin                                                                 | 1.300.000 |
| Insgesamt       | 1× Platin ·                                                            | 1.300.000 |